# Corbi (gmina)
Corbi – gmina w Rumunii, w okręgu Ardżesz. Obejmuje miejscowości Corbi, Corbșori, Jgheaburi, Poduri, Poienărei i Stănești. W 2011 roku liczyła 3784 mieszkańców.